# Sokollu-Mehmed-Pascha-Moschee (Azapkapı)

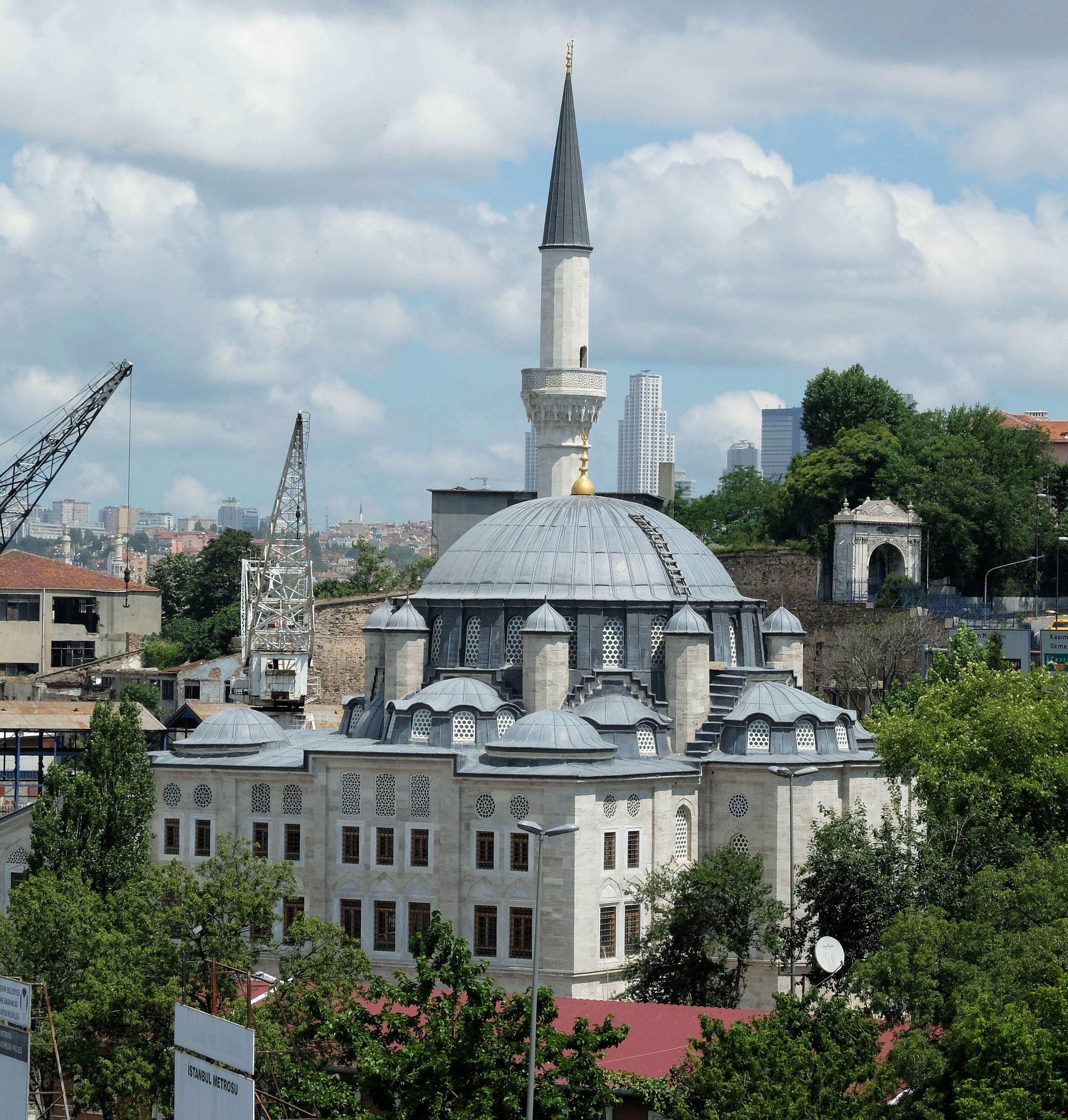
Ansicht von der Galatabrücke (2016)

Die Sokollu-Mehmed-Pascha-Moschee (türkisch Sokollu Mehmet Paşa Camii), auch Azapkapı-Moschee (türkisch Azapkapı Camii), ist eine Moschee im Viertel Azapkapı im Istanbuler Stadtbezirk Beyoğlu. Bauherr war Sokollu Mehmed Pascha, der sie 1577 vom Architekten Sinan errichten. Sie zählt zu den wichtigsten osmanischen Moscheen in Istanbul.

## Beschreibung und Architektur
Das Gebäude befindet sich heute unmittelbar südöstlich der 1940 erbauten Atatürk-Brücke. Der Bau besitzt ein sockelartiges Untergeschoss, wie Sinan es bereits bei der Iskele-Moschee und bei der Rüstem-Pascha-Moschee angewandt. Grund dafür dürfte wohl die Lage am Ufer und dem ehemals umgebenden Hafenmarkt sein. Weitere Besonderheiten sind die statt des Mittelportals vorhandenen zwei Türen, die in den Innenraum führen.
Die Kuppel überspannt ein oktogonales Stützensystem und ähnelt damit der Rüstem-Pascha-Moschee sowie der Selimiye-Moschee in Edirne. Bei der Azapkapı-Moschee sind jedoch aufgrund der unterschiedlich starken Bögen die Kuppeln der Hauptrichtung größer als die der Diagonalen, zudem sind die Wandpfeiler in den Innenraum versetzt.
Diese Unterschiede mindern die dem architektonischen System innewohnende Monumentalität deuten eine neue Auseinandersetzung mit der Hagia Sophia in Sinans Spätwerk an, die sich auch in der 1580 entstandenen Kılıç-Ali-Pascha-Moschee niederschlagen. Aufgrund der geringen Größe und Lichtführung ist der „wohl heiterste Gebetsraum der osmanischen Architektur […] fast von rokokohaftiger Leichtigkeit“.

Der Minbar aus Marmor ist für die Zeit typisch schlicht. Die alten Fliesen im Innenraum sind nicht erhalten und durch Malerei ersetzt. Das heutige Minarett stammt von 1958.

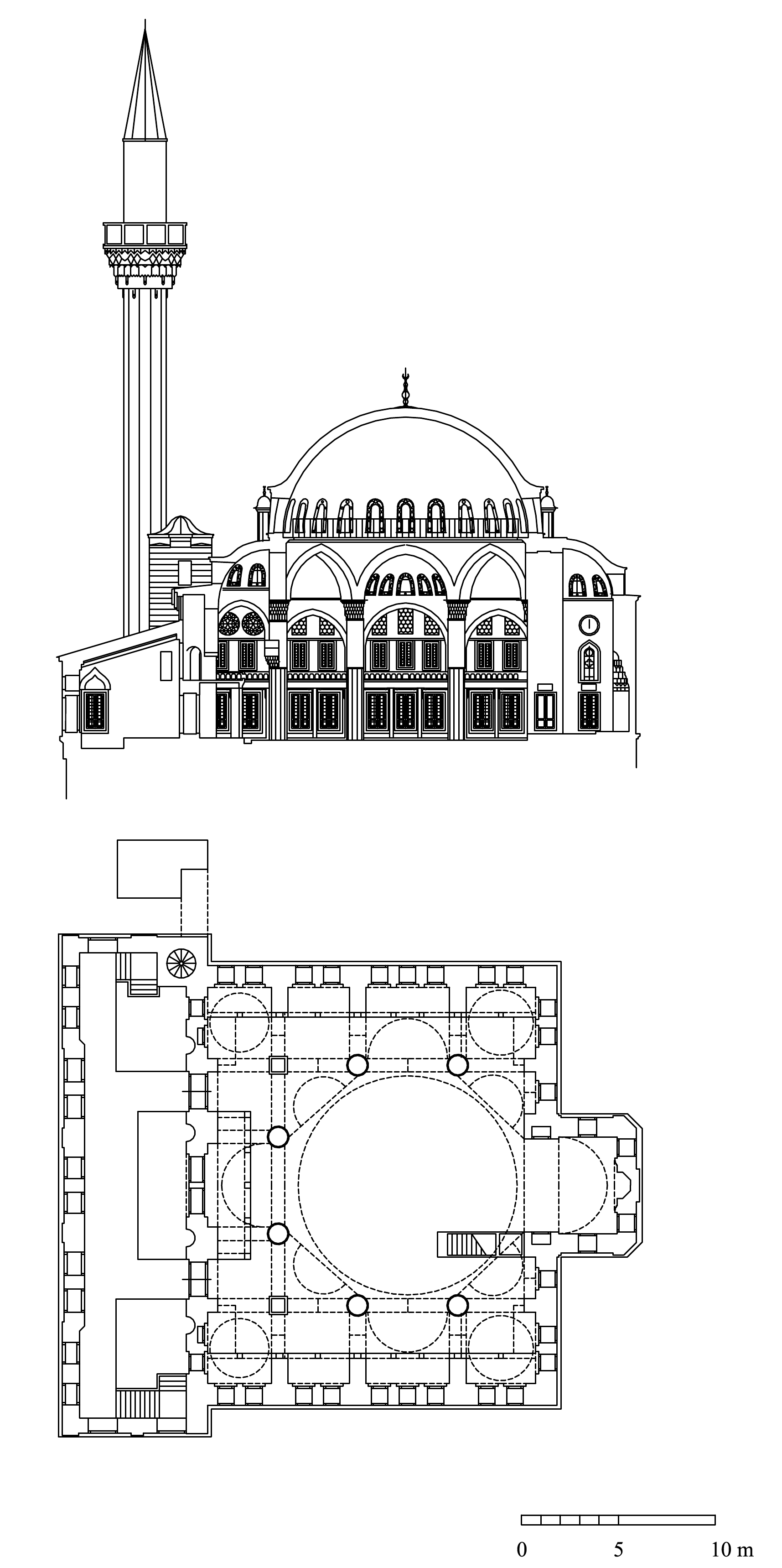
Schnitt und Grundriss
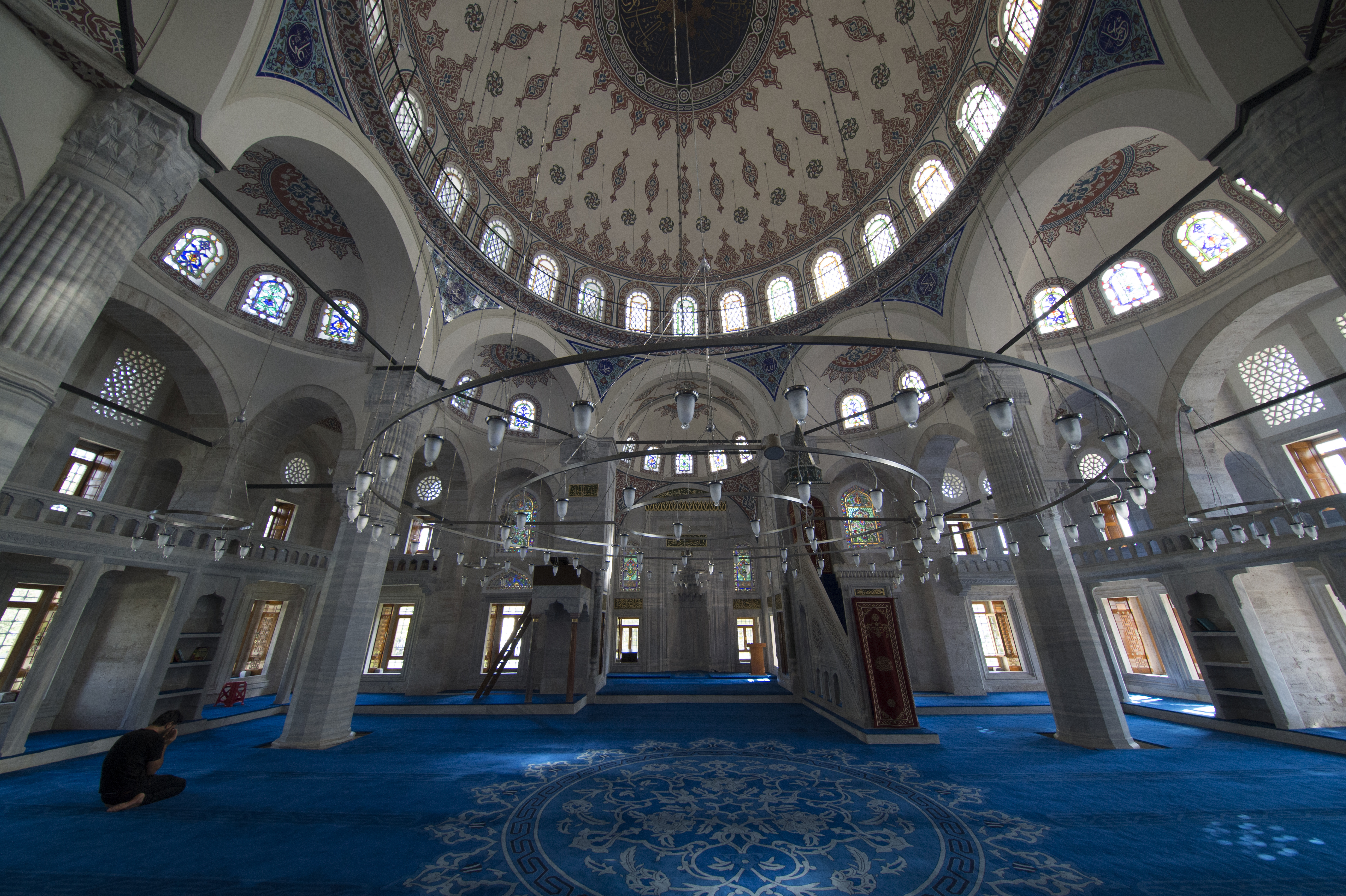
Innenraum, Blick zum Mihrab